# Shinobi Life
Shinobi Life (シノビライフ) est un manga de type shōjo créé par Shoko Conami. Il a été prépublié entre octobre 2006 et mars 2012 dans le Monthly Princess de l'éditeur Akita Shoten, et a été compilé en un total de treize tomes. La version française a été publiée aux éditions Asuka, puis repris par Kazé, et les treize tomes sont disponibles depuis janvier 2013.

## Synopsis
Beni, lycéenne de 17 ans, n'a pas peur de mourir par la faute de son père, jusqu'au jour où, du haut d'un immeuble et menacée par un couteau, Kagetora, un jeune homme habillé en ninja lui tombe dessus, comme s'il tombait du ciel! Il lui jure alors fidélité et l'appelle "Princesse Beni". En effet, Beni a une ancêtre qui lui ressemble comme deux gouttes d'eau, qui était princesse et qui se nommait Beni. Kagetora se comporte donc comme son garde du corps. Après avoir découvert une faille spatio-temporelle et y avoir voyagé, Kagetora cesse d'appeler Beni "Princesse", comprenant qu'elle n'était pas la princesse. Il filent le parfait amour, jusqu'au moment où le père de Beni lui annonce qu'elle est fiancée à un garçon de son lycée qu'elle n'apprécie pas: Rihito Iwatsuru. S'ensuit toute une aventure où Beni et Kagetora vont vivre une histoire romantique hors du commun...

## Personnages
- Beni Fujiwara : lycéenne de 17 ans, avant l'arrivée de Kagetora, elle voulait absolument mourir kidnappée pour rejeter la faute sur son père.
- Kagetora : ninja de 18 ans venu du passé.
- Hitaki : ex-coéquipier de Kagetora, il veut absolument le tuer.
- Princesse Beni : Ancien maître de kagetora et ancêtre de Beni. Elle lui ressemble énormément. On découvrira qu'elle aura épouser un paysan et qu'elle ne souhaite plus revenir à sa vie de princesse.
- Père de Beni : cruel, il ne montre aucun intérêt pour sa fille. Il n'aime pas Kagetora et souhaite l'éloigner de sa fille.
- Takezaki : secrétaire du père de Beni
- Rihito Iwatsuru: camarade de classe et fiancé de Beni